# Gmina Prusice
Die Gmina Prusice ist eine Stadt-und-Land-Gemeinde im Powiat Trzebnicki der Woiwodschaft Niederschlesien in Polen. Ihr Sitz ist die gleichnamige Kleinstadt (deutsch Prausnitz) mit etwa 2250 Einwohnern.

## Geographie

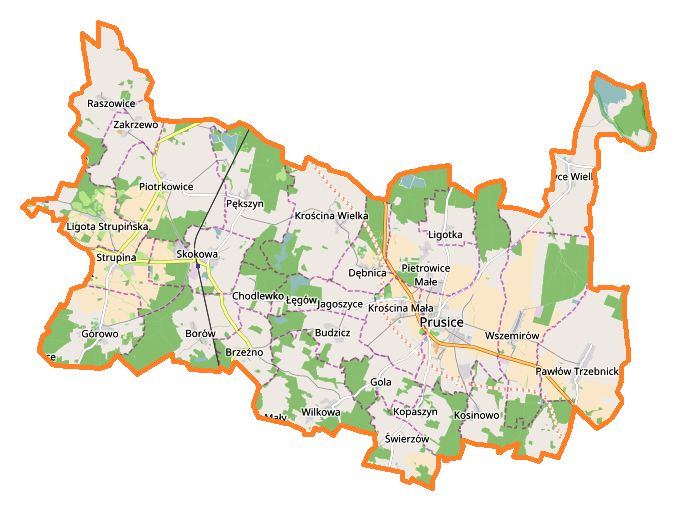
Karte der Gemeinde

Die Gemeinde liegt im Nordosten der Woiwodschaft, in Niederschlesien. Breslau liegt etwa 20 Kilometer südlich, die Kreisstadt Trzebnica (Trebnitz) vier Kilometer südöstlich. Die Landschaft gehört zum Nordhang des Katzengebirges (polnisch Wzgórza Trzebnickie).

## Gliederung
Zur Stadt-und-Land-Gemeinde Prusice gehören 27 Dörfer (deutsche Namen, amtlich bis 1945) mit einem Schulzenamt (sołectwo):
- Borów (Krumpach)
- Borówek
- Brzeźno (Groß Breesen)
- Budzicz (Puditsch, 1936–1945 Georgendorf)
- Chodlewko (Kodlewe, 1936–1945 Teichdorf)
- Dębnica (Dambitsch, 1936–1945 Ritterhof)
- Gola (Guhlau)
- Górowo (Konradswaldau)
- Jagoszyce (Jagatschütz, 1936–1945 Jagdschütz)
- Kaszyce Wielkie (Groß Kaschütz, 1937–1945 Scholzhofen)
- Kopaszyn
- Kosinowo (Koschnöwe, 1936–1945 Ziegenfeld)
- Krościna Mała (Klein Krutschen, 1936–1945 Gebhard)
- Krościna Wielka (Groß Krutschen)
- Ligota Strupińska (Schmark-Ellguth, 1937–1945 Katharinengrund)
- Ligotka (Ellguth)
- Pawłów Trzebnicki (Pawellau, 1937–1945 Paulskirch)
- Pększyn (Pinxen, 1937–1945 Hagenau)
- Pietrowice Małe (Klein Peterwitz)
- Piotrkowice (Groß Peterwitz)
- Prusice (Prausnitz)
- Raszowice (Raschewitz)
- Skokowa (Gellendorf)
- Strupina (Stroppen)
- Świerzów (Würzen)
- Wilkowa (Groß Wilkawe, 1937–1945 Wolfswalde)
- Wszemirów (Schimmerau)

Ein kleineres Dorf ohne den Status eines Schulzenamts ist Zakrzewo (Sackerschöwe, 1936–1945 Buschwiese).

## Verkehr
Der nächste internationale Flughafen ist Breslau.
Der Bahnhof Skokowa an der Bahnstrecke Breslau–Posen liegt im Westen des Gemeindegebiets. – Der Bahnverkehr auf der Wrocławska Kolej Dojazdowa (Breslauer Vorortbahn bis 1945: Trachenberg-Militscher Kreisbahn und Breslau-Trebnitz-Prausnitzer Kleinbahn) wurde im September 1991 auf dem letzten Abschnitt von Trzebnica nach Milicz (Militsch) eingestellt. Kleinbahnhöfe und Stationen bestanden in Pietrowice Małe, Prusice, Prusice Wschodnie (Ost), Wszemirów und Pawłów Trzebnicki (von Nord nach Süd).

## Personen
- Heinrich von Lüttwitz (1896–1969), deutscher General der Panzertruppe im Zweiten Weltkrieg